# Unterseeboot 951
L'Unterseeboot 951 ou U-951 est un sous-marin allemand (U-Boot) de type VIIC utilisé par la Kriegsmarine pendant la Seconde Guerre mondiale.
Le sous-marin fut commandé le 10 avril 1941 à Hambourg (Blohm + Voss), sa quille fut posée le 31 janvier 1942, il fut lancé le 14 octobre 1942 et mis en service le 3 décembre 1942, sous le commandement de l'Oberleutnant zur See Kurt Pressel.
L'U-951 n'endommagea ou ne coula aucun navire au cours de l'unique patrouille (56 jours en mer) qu'il effectua.
Il fut coulé par l'Aviation américaine dans l'Atlantique Nord, en juillet 1943.

## Conception
Unterseeboot type VII, l'U-951 avait un déplacement de 769 tonnes en surface et 871 tonnes en plongée. Il avait une longueur totale de 67,10 m, un maître-bau de 6,20 m, une hauteur de 9,60 m et un tirant d'eau de 4,74 m. Le sous-marin était propulsé par deux hélices de 1,23 m, deux moteurs diesel Germaniawerft M6V 40/46 de 6 cylindres en ligne de 1 400 cv à 470 tr/min, produisant un total de 2 060 à 2 350 kW en surface et de deux moteurs électriques Brown, Boveri & Cie GG UB 720/8 de 375 cv à 295 tr/min, produisant un total 550 kW, en plongée. Le sous-marin avait une vitesse en surface de 17,7 nœuds (32,8 km/h) et une vitesse de 7,6 nœuds (14,1 km/h) en plongée. Immergé, il avait un rayon d'action de 80 milles marins (150 km) à 4 nœuds (7,4 km/h; 4,6 milles par heure) et pouvait atteindre une profondeur de 230 m. En surface son rayon d'action était de 8 500 milles nautiques (soit 15 700 km) à 10 nœuds (19 km/h).
L'U-951 était équipé de cinq tubes lance-torpilles de 53,3 cm (quatre montés à l'avant et un à l'arrière) et embarquait quatorze torpilles. Il était équipé d'un canon de 8,8 cm SK C/35 (220 coups) et d'un canon antiaérien de 20 mm Flak. Il pouvait transporter 26 mines TMA ou 39 mines TMB. Son équipage comprenait 4 officiers et 40 à 56 sous-mariniers.

## Historique
Il reçut sa formation de base au sein de la 5. Unterseebootsflottille jusqu'au 31 mai 1943, puis il rejoint son unité de combat dans la 9. Unterseebootsflottille.
Il quitte Kiel pour sa première patrouille sous les ordres de l'Oberleutnant zur See Kurt Pressel le 13 mai 1943. Il passe la ligne GIUK pour naviguer dans le Trou noir de l'Atlantique.
Après une cinquantaine de jours, n'ayant rencontré aucune cible, l'U-951 fait route vers l'est, à l'ouest des côtes portugaises. Il y est envoyé par le fond le 7 juillet 1943 au nord-ouest du Cap Saint-Vincent, à la position 37° 40′ N, 15° 30′ O, par des charges de profondeur d'un Liberator américain du 1st A/S Sqn USAAF/K.
Les 46 membres d'équipage meurent dans cette attaque.

## Affectations
- 5. Unterseebootsflottille du 3 décembre 1942 au 31 mai 1943 (Période de formation).
- 9. Unterseebootsflottille du 1er juin 1943 au 7 juillet 1943 (Unité combattante).

## Commandement
- Kapitänleutnant Kurt Pressel du 3 décembre 1942 au 7 juillet 1943.

## Patrouille
|       | Commandant         | Départ      | Départ | Arrivée        | Arrivée | Jours    | Succès |
| ----- | ------------------ | ----------- | ------ | -------------- | ------- | -------- | ------ |
| 1     | Oblt. Kurt Pressel | 13 mai 1943 | Kiel   | 7 juillet 1943 | Coulé   | 56 jours |        |
| Total | Total              | Total       | Total  | Total          | Total   | 56 jours | 0 t    |

Note : Oblt. = Oberleutnant zur See

### Opérations Wolfpack
L'U-951 a opéré avec les Wolfpacks (meute de loups) durant sa carrière opérationnelle.
1. Trutz (1er-16 juin 1943)
2. Trutz 2 (16-29 juin 1943)
3. Geier 2 (30 juin 1943 — 7 juillet 1943)